# 交州府
交州府，是明代交阯承宣布政使司下轄的一個府，明成祖永樂五年六月癸未（1407年7月5日）置交州府。治所在东关、慈廉二县（今越南河内市）。辖境相当今越南河内市及河山平省东半部，海兴省部分地。明宣宗宣德二年（1427年）以后地入安南后黎朝。
領五州，直辖东关县、慈廉县，威蛮州下辖山定县、清威县、应平县、大堂县，福安州下辖保福县、芙蒥县、清潭县，三带州下辖扶隆县、安郎县、扶宁县、安乐县、立石县、元郎县，慈廉州下辖丹山县、石室县，利仁州下辖清廉县、平陆县、古榜县、古者县、古礼县、利仁县。

明代交阯承宣布政使司

## 沿革
- 明永樂五年六月癸未（1407年7月5日）置交州府，領州五縣二十三。
- 永樂六年（1408年）十月，废除山定县、保福县、扶隆县、清廉县，領州五縣十九。
- 永樂十三年八月二十三日丁亥（1415年9月25日），废除大堂县、元郎县、丹山县、古榜县、古者县、古礼县，領州五縣十三。
- 永樂十七年九月十三日乙卯（1419年10月2日），废除清威县、芙蒥县、安郎县、扶宁县、清威县、利仁县，領州五縣七。
- 宣德二年（1427年）十一月，明军撤退，废除交州府。